# Concours de trompette Maurice-André
Le Concours de trompette Maurice-André est un concours international de trompette en hommage au trompettiste français Maurice André, dont la première édition s'est déroulée en 1979.
En 2006 a eu lieu la sixième et dernière édition du concours de trompette Maurice André organisée par la Ville de Paris. Le concours était présidé par Maurice André et le jury choisi parmi les meilleurs trompettistes du monde entier.
En 2022, 43 ans après la première édition et 16 ans après la dernière édition de 2006, le concours est relancé à l'occasion des dix ans de la mort de Maurice André, sous la houlette du trompettiste Ibrahim Maalouf,. La finale de cette 7e édition se déroule à la Seine musicale.

## Lauréats du concours
- 1er Concours de trompette et d'ensembles de cuivres Maurice-André (1979)
  - Trompette : 1er Grand Prix de la Ville de Paris : Stacy D. Blair ( États-Unis)
  - Ensemble de cuivres : 1er Grand Prix de la Ville de Paris : Quintette Renaissance ( Hongrie)

- 2e Concours de trompette - (1988)
  - 1er Grand Prix de la Ville de Paris : Stephen Burns (en) ( États-Unis)
  - 2e Grand Prix : Gérard Metrailler ( Suisse)
  - 3e Prix : Hervé Noel ( Belgique)

- 3e Concours de trompette Maurice-André - (1997) 
  - 1er Grand Prix de la Ville de Paris : Gábor Boldoczki ( Hongrie)
  - 2e Grand Prix : Jeroen Berwaerts ( Belgique)
  - 3e Prix : André Henry ( France)

- 4e concours de trompette Maurice-André - (2000) 
  - 1er Grand Prix de la Ville de Paris : David Guerrier ( France)
  - 2e Grand Prix : Andrej Kowalinskij ( Biélorussie)
  - 3e Prix : non décerné
  - 4e Prix ex æquo : Alison Balsom (Grande-Bretagne) - Timour Martynov ( Russie)

- 5e concours de trompette Maurice-André - (2003)
  - 1er Grand Prix de la Ville de Paris : non décerné
  - 2e Prix ex æquo : Ibrahim Maalouf ( France) et Giuliano Sommerhalder ( Suisse)
  - 3e Prix : Olivier Bombrun ( France)
  - 4e Prix : Raphaël Dechoux ( France)

- 6e concours de trompette Maurice-André - (2006)
  - 1er Grand Prix de la Ville de Paris : Francisco Alberto Flores Colmenares ( Venezuela)
  - 2e Prix : Rubén Simeó Gijon ( Espagne)
  - 3e Prix : Clément Saunier ( France)
  - 4e Prix : Esteban Batallán Cons ( Espagne).

- 7e concours de trompette Maurice-André - (2022)[3]
  - 1er prix : Sebastian Berner (Allemagne)
  - 2e prix : Lennard Czakaj (Pologne)
  - 3e prix : non attribué
  - 4e prix : Raphaël Horrach et Pierre Evano, ex aequo (France).